# Payback (2016)
Cet article concerne l'édition 2016 du pay-per-view Payback. Pour toutes les autres éditions, voir WWE Payback.
Pour les articles homonymes, voir Payback.
L'édition 2016 de Payback est un Premium Live Event de catch (lutte professionnelle) produit par la World Wrestling Entertainment, une fédération de catch américaine qui est télédiffusée et visible en paiement à la séance sur le WWE Network, ainsi que gratuitement sur la chaîne de télévision française AB1. L'événement a eu lieu le 1er mai 2016 au Allstate Arena à Rosemont (Illinois). Il s'agit de la 4e édition de Payback.

## Contexte
Les spectacles de la World Wrestling Entertainment (WWE) sont constitués de matchs aux résultats prédéterminés par les scénaristes de la WWE. Ces rencontres sont justifiées par des storylines — une rivalité avec un catcheur, la plupart du temps — ou par des qualifications survenues dans les shows de la WWE tels que Raw et SmackDown. Tous les catcheurs possèdent une gimmick, c'est-à-dire qu'ils incarnent un personnage gentil (Face) ou méchant (Heel), qui évolue au fil des rencontres. Un événement comme Payback est donc un événement tournant pour les différentes storylines en cours,.

### Roman Reigns contre A.J. Styles
Lors de WrestleMania 32, Roman Reigns bat Triple H pour remporter le WWE World Heavyweight Championship pour la troisième fois consécutive. La nuit suivante à Raw, Reigns a lancé un défi ouvert pour son championnat, qui est répondu par Chris Jericho, A.J. Styles, Kevin Owens et Sami Zayn. Cela a provoqué un Fatal-Four-Way match plus tard dans la soirée pour déterminer l'aspirant numéro 1 pour le championnat de Reigns, mais Owens attaque Zayn, le rendant incapable de combattre dans le match. Il est remplacé par Cesaro qui effectue son retour. Styles remporte ce match, gagnant un match contre Reigns pour le titre à Payback. La semaine suivante, Zayn, après avoir été incapable de combattre la semaine dernière, Shane McMahon établit un match face à Styles où si Zayn remporte le match il obtient également un match pour le titre contre Reigns et Styles dans un Triple Threat Match mais ce dernier ne remporte pas ce match.

### The Miz contre Cesaro
Lors de WrestleMania 32, Zack Ryder gagne le Ladder match face à Sin Cara, Kevin Owens, Dolph Ziggler, Sami Zayn, Stardust et The Miz pour le WWE Intercontinental Championship. La nuit suivante à Raw, Ryder perd son titre face à The Miz à cause d'une altercation entre le père de Zack et la femme de The Miz, Maryse qui effectue son retour après que ce dernier ai violemment poussé son mari, The Miz. Lors de SmackDown, The Miz accompagné de Maryse conserve son titre face à Zack Ryder. Lors de Raw du 11 avril, Cesaro bat Kevin Owens pour devenir l'aspirant numéro 1 pour le titre intercontinental de la WWE contre The Miz à Payback.

### Sami Zayn contre Kevin Owens
Sami Zayn et Kevin Owens sont en rivalité depuis qu'Owens a fait ses débuts à la NXT Takeover: R Evolution en 2014. Lors du NXT Takeover: Unstoppable, Owens blesse Zayn dans leur match de championnat de la NXT. Lors du Royal Rumble, Zayn élimine Owens du Royal Rumble match. Le 7 mars 2016 à Raw, Zayn fait un retour surprise dans le roster principal en attaquant Owens. Lors de WrestleMania 32, Zayn et Owens participent au Ladder match pour le championnat Intercontinental de la WWE, que Ryder  gagne. La nuit suivante à Raw, Owens attaque Zayn l'empêchant de participer au match pour devenir l'aspirant numéro 1 pour le WWE World Heavyweight Championship. Le 18 avril à Raw, Shane annonce que Zayn fera face à Owens à Payback.

### Chris Jericho contre Dean Ambrose
Le 11 avril à Raw, au cours d'un segment de la Highlight Reel où Chris Jericho est lui-même interviewer, Dean Ambrose l'interrompt et lui donne une lettre de Shane McMahon indiquant que le Highlight Reel est annulé et est remplacé par le nouveau discours de Ambrose, The Ambrose Asylum. Le 18 avril à Raw, après qu'Ambrose bat Owens, Jericho attaque Ambrose avec un Codebreaker. Il a été annoncé qu'Ambrose et Jericho s'affronteront au Payback.

## Tableau des matchs
| Ordre par numéros | Résultat                                                                                               | Stipulation(s) | Temps |
| --- | --- | --- | ----- |
| 1P | Dolph Ziggler bat Baron Corbin                                                                         | Match simple | 7:43  |
| 2P | Kalisto (c) bat Ryback                                                                                 | Match simple pour le WWE United States Championship | 8:45  |
| 3 | Enzo Amore et Big Cass contre The Vaudevillains (Aiden English et Simon Gotch) se termine en match nul | Tag Team match - Finale du tournoi L'équipe gagnante deviendra aspirante no 1 aux WWE Tag Team Championship. Pendant le combat, Enzo Amore a souffert d'une commotion cérébrale et l'arbitre a dû interrompre la rencontre. | 3:58  |
| 4 | Kevin Owens bat Sami Zayn                                                                              | Match simple | 14:30 |
| 5 | The Miz (c) (avec Maryse) bat Cesaro                                                                   | Match simple pour le WWE Intercontinental Championship | 11:20 |
| 6 | Dean Ambrose bat Chris Jericho                                                                         | Match simple | 18:28 |
| 7 | Charlotte (c) (avec Ric Flair) bat Natalya (avec Bret Hart)                                            | Match simple pour le WWE Women's Championship | 13:04 |
| 8 | Roman Reigns (c) bat AJ Styles                                                                         | Match simple pour le WWE World Heavyweight Championship | 25:55 |
| La lettre C placée entre parenthèses désigne la personne ou l’équipe championne en titre. P – indique que le match a eu lieu lors du pré-show | | |       |